# HBO (Canada)
Pour les articles homonymes, voir HBO (homonymie).
HBO Canada est une chaîne de télévision payante canadienne. Lancée le 30 octobre 2008, HBO fait partie de Crave. Elle est détenue par Bell Média
C'est la déclinaison canadienne de la chaîne payante HBO.

## Histoire
HBO Canada a été lancé le 30 octobre 2008 en abonnement à The Movie Network (ou à Movie Central dans l'Ouest du Canada jusqu'en mars 2016), et n'est donc pas offert à l'unité. Avant ce lancement, la majorité des séries populaires de HBO se retrouvaient sur ces deux chaînes. Le reste de la programmation de HBO Canada est basée sur des films et documentaires produits par HBO au cours de son histoire.
Le 16 mars 2012, Bell Canada (BCE) annonce son intention de faire l'acquisition d'Astral Média, y compris HBO Canada, pour 3,38 milliards de dollars. La transaction a été refusée par le CRTC. Bell Canada a alors déposé une nouvelle demande le 4 mars 2013, qui a été approuvée le 27 juin 2013.

## Chaînes
HBO Canada est composée de deux chaînes:
- HBO Canada (HD) : Version canadienne du service américain HBO. On y présente les séries originales de HBO en même temps que leur diffusion aux États-Unis, ainsi que des films et documentaires du catalogue de HBO le reste du temps.
- HBO 2 peut aussi être disponible chez certains distributeurs, il s'agit de la version de HBO Canada à l'heure des Rocheuses dans l'ouest du pays.

### Identité visuelle (logos)

Logo d'HBO Canada du 30 octobre 2008 à juin 2019

## Programmes
La chaîne diffuse la majorité des programmes d'HBO.

### Productions originales
- Bloodletting & Miraculous Cures (en) (2010)
- Call Me Fitz (2010–2012)
- Good Dog (en) (2011)
- Good God (en) (2012)
- Less Than Kind (2010–2013)
- Living in Your Car (en) (2010–2011)
- Sensitive Skin (en) (2014–2016)
- Toi, moi et elle (You Me Her) (2016–2019)

### Les programmes d'HBO
- Big Little Lies
- Girls
- True Detective
- Into the Storm
- Divorce
- Ja'mie: Private School Girl
- Game of Thrones
- The Leftovers
- The Night Of
- Vinyl
- Silicon Valley
- Luck
- Insecure
- The Brink
- Ballers
- Room 104
- The Deuce
- Barry
- Sharp Objects
- Enlightened

Les programmes d'autres chaînes
- Banshee
- Outcast
- Le Transporteur
- The Knick